# Bruggen 2374 en 2375
Bruggen 2374 en 2375 zijn twee bouwkundige kunstwerken in Amsterdam Nieuw-West.
Bij de herinrichting van de kruising Geer Ban/Anderlechtlaan en de Sloterweg werd de omgeving voornamelijk waterbouwkundig aangepast. In verband met inrichting van de nieuwe woonwijk Nieuw-Sloten en de verwachte verkeersstromen richting de Rijksweg 4/Haagseweg werd een gesplitst watersysteem aangelegd, de scheiding bestaat een lange dijk, die de naam Peilscheidingskade kreeg. Vanaf die dam voeren voet- en fietspaden naar de parallel liggende Sloterweg, die geen (afgescheiden) voetpad kent. Ter hoogte van de genoemde kruising kwam een nieuw waterbassin, hetgeen er voor zorgde dat de daar overheen lopende Anderlechtlaan werd verpakt in twee keermuren. Dat op zich zorgde er weer voor dat er tussen de verhoogd liggende laan en de laag liggende kade verbindingen gemaakt moesten worden. Voor dat doel werden de bruggen 2374 en 2375 aangelegd. Ze liggen beide over het dijklichaam van de kade en sluiten aan op het voetpad van brug 1826.
Beide bruggen zijn uitgevoerd als stalen vakwerkbruggen.

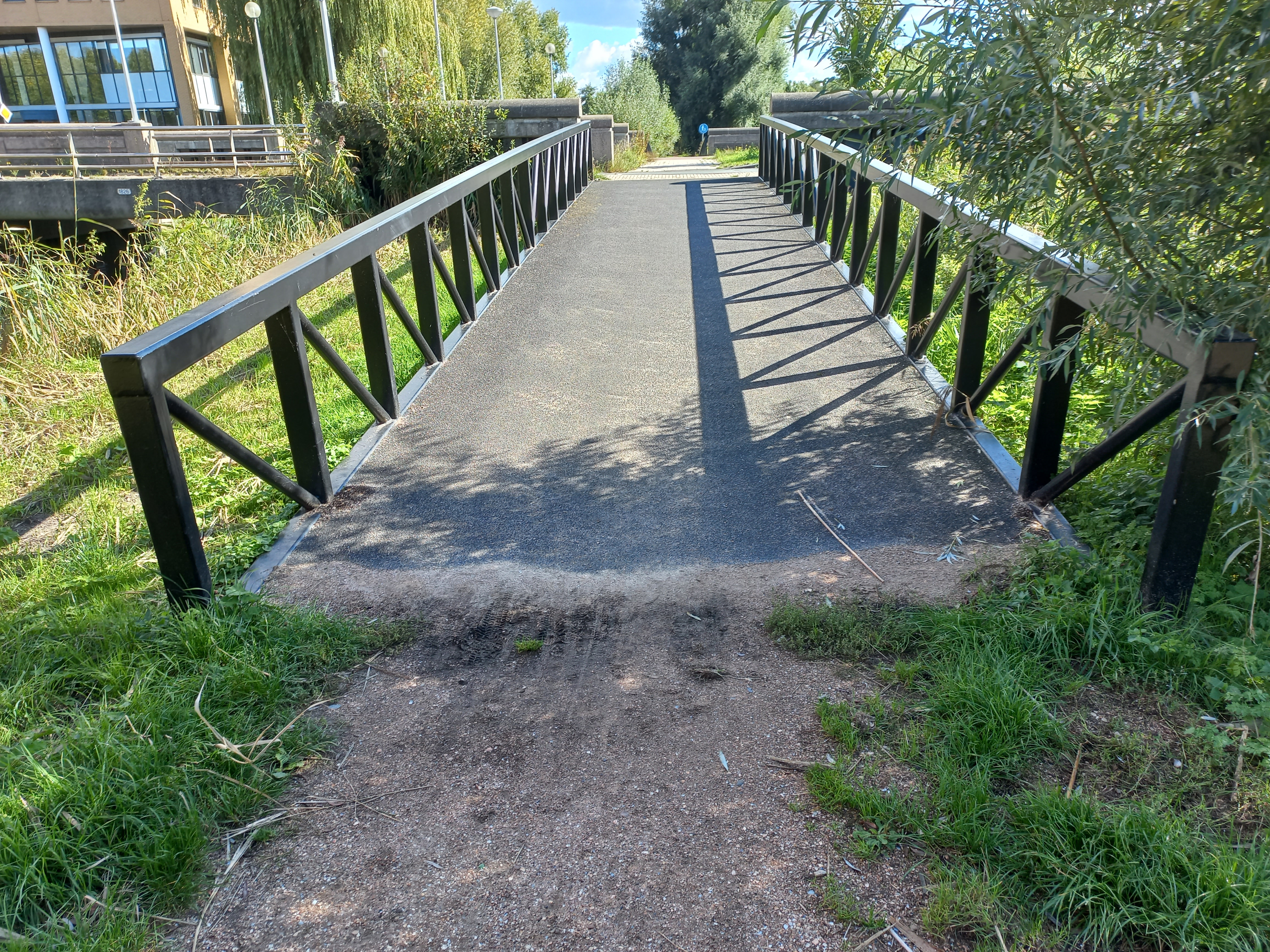
Omhoog vanaf de Peilscheidingskade richting Anderlechtlaan via brug 2375 (september 2022)